# Аккістауський сільський округ
Аккіста́уський сільський округ (каз. Аққыстау ауылдық округі, рос. Аккистауский сельский округ) — адміністративна одиниця у складі Ісатайського району Атирауської області Казахстану. Адміністративний центр — село Аккістау.
Населення — 10267 осіб (2021; 8651 у 2009, 7096 у 1999, 5496 у 1989).
Станом на 1989 рік існувала Аккистауська селищна рада (смт Аккистау, село Гран, селище Роз'їзд 17 Туманне), з 1993 року Аккістауський сільський округ. До його складу також увійшли колишні села Єсіркеп та Шилік колишньої Тущикудицької сільради.

## Склад
До складу округу входять такі населені пункти:
| Населений пункт              | Колишні назви      | Населення, осіб (1989) | Населення, осіб (1999) | Населення, осіб (2009) | Населення, осіб (2021) |
| ---------------------------- | ------------------ | ---------------------- | ---------------------- | ---------------------- | ---------------------- |
| Аккістау, село               | Аккистау           | 4584                   | 6481                   | 7717                   | 8880                   |
| Єсіркеп, село                | Єсеркеп            | 118                    | -                      | -                      | -                      |
| Оркен, село                  | Гран               | 306                    | 207                    | 546                    | 1050                   |
| Роз'їзд 17, станційне селище | Роз'їзд 17 Туманне | 357                    | 408                    | 388                    | 337                    |
| Шалік, село                  | Чалік              | 131                    | -                      | -                      | -                      |